# كأس فيثاغورس

مراحل عمل كأس فيثاغورس:
A. الكأس فارغاً
B. الكأس ممتلئ حتي الفتحة
C. إذا تم تجاوز الفتحة وغمرها بالسائل
D. يخرج السائل من أسفل الكوب حتي يفرغ الكأس تماماً.

 كأس فيثاغورس (بالإنجليزية: Pythagorean cup)‏، وتعرف أيضًا بِاسم كأس الطماع (بالإنجليزية: Greedy Cup)‏ شكل من أشكال كأس الشراب التي تفرض على المستخدم الشرب باعتدال. وهو أحد أشكال المزاح.
تُنسَب الكأس إلى فيثاغورس.

## الشكل والعمل
شكل الكأس الخارجي مثل كأس الشرب العادية، باستثناء وجود عمود أجوف في مركزها يتصل بفتحة في أسفل الكأس ويتصل أعلاه بغرفة صغيرة داخل العمود، حيث هناك أنبوب آخر يوصل تلك الغرفة بأسفل منطقة تجمّع السائل داخل الإناء.
تُملَأ الكأس إلى مستوى معين، ويمكن الشرب بطريقة طبيعية. أما إن مُلئت الكأس وتخطى السائل ذلك المستوى، تسربت محتويات الكأس بالكامل إلى الغرفة الصغيرة داخل العمود ومنها إلي قعر الكأس.
تعمل هذه الكأس وفق مبدأ عمل نظرية الأواني المستطرقة، وهي نفس فكرة عمل بعض أنواع المراحيض الحديثة، حيث تعمل على تفريغ المرحاض إذا زادت كمية الماء وارتفع مستواه داخل المرحاض.

## وقائع مصادفة
استخدم هيرو السكندري (بالإنجليزية: Heron of Alexandria)‏ (حوالى 10-70م)  كؤوس فيثاغورس كمكونات هيدروليكية في أنظمته الروبوتية.

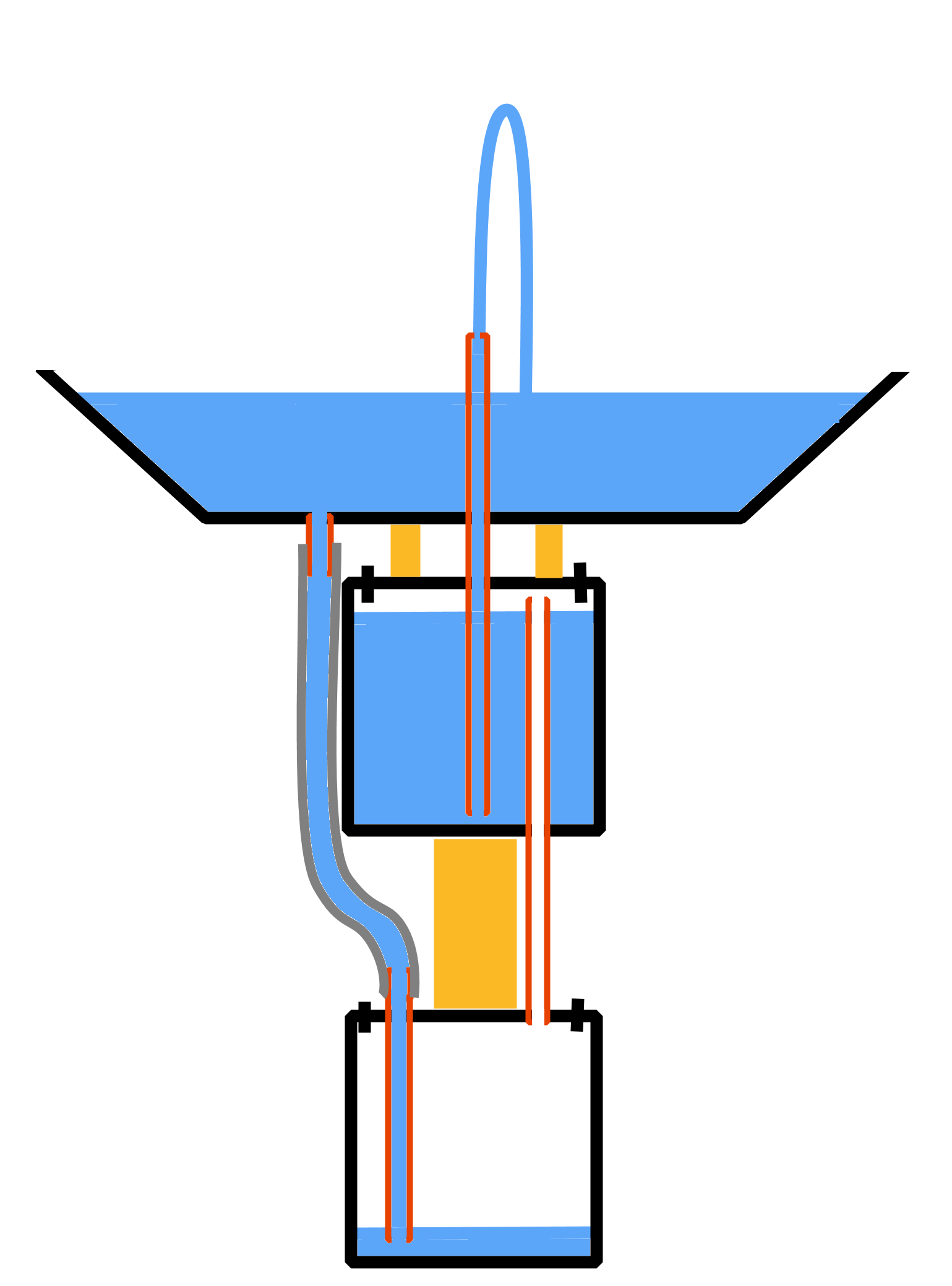
نافورة هيرون.
نافورة هيرون.
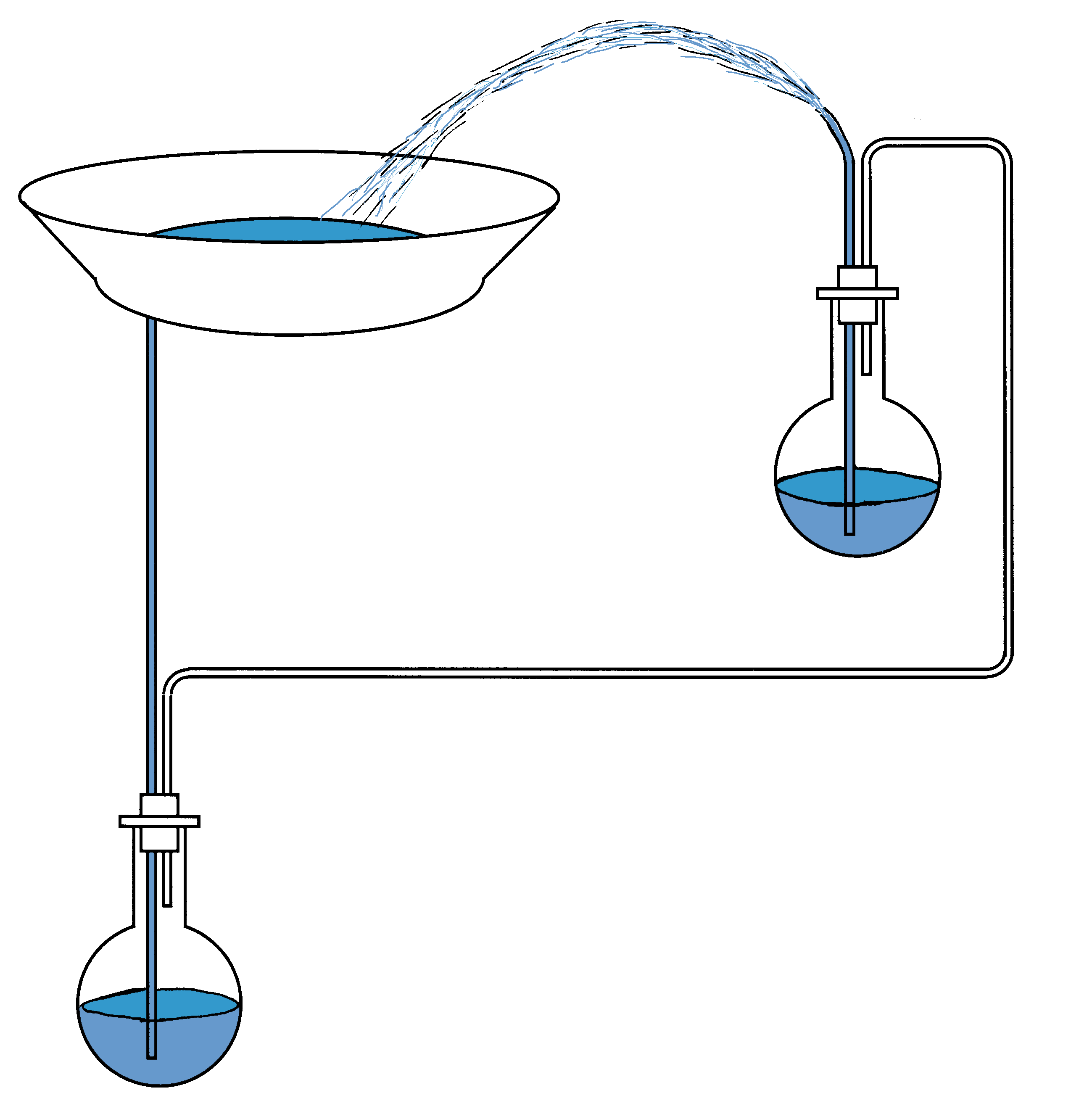
نافورة هيرون.
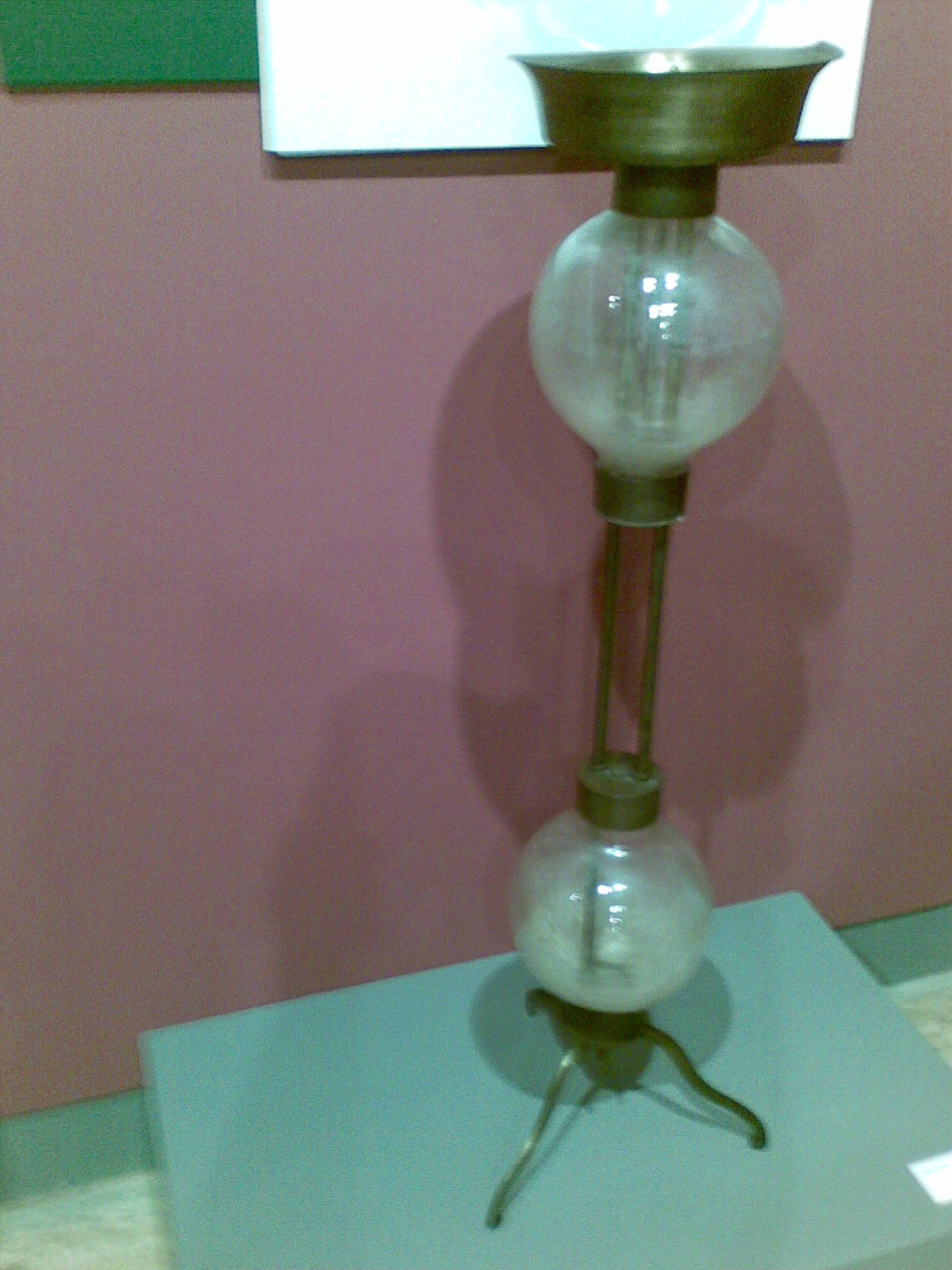
نافورة هيرون.

## صور اضافية

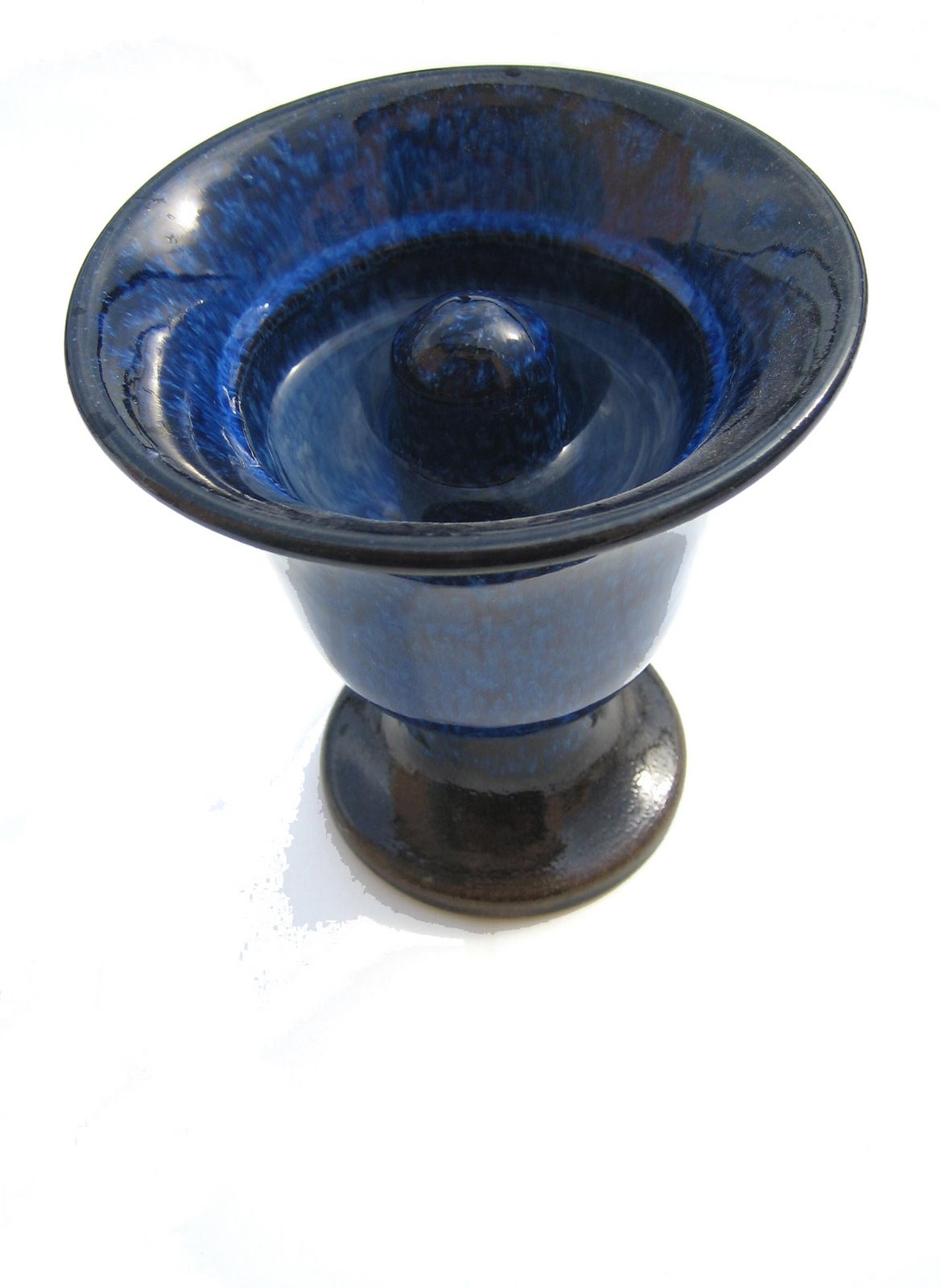
كأس فيثاغورس تُباع في جزيرة ساموس اليونانية.
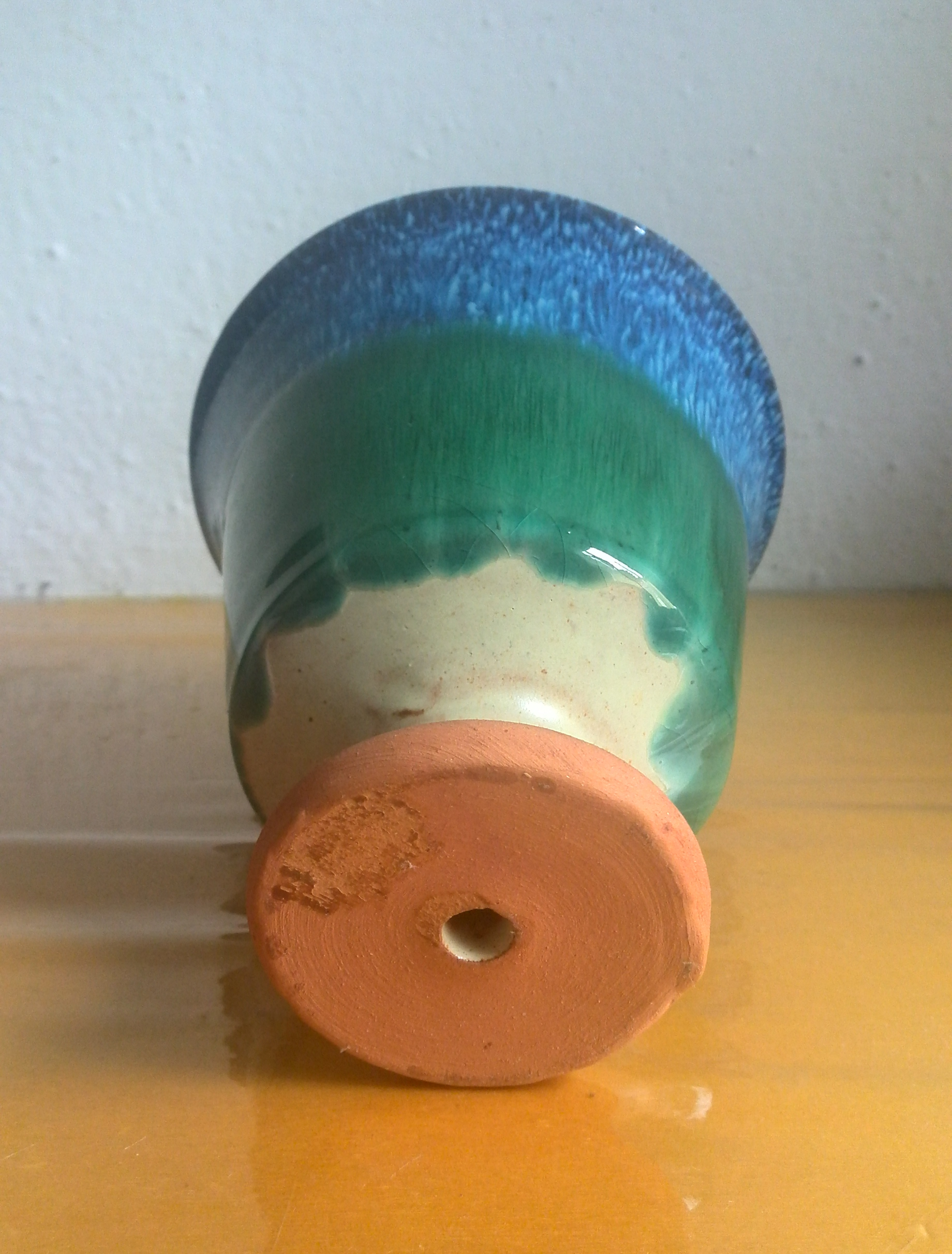
كأس فيثاغورس.
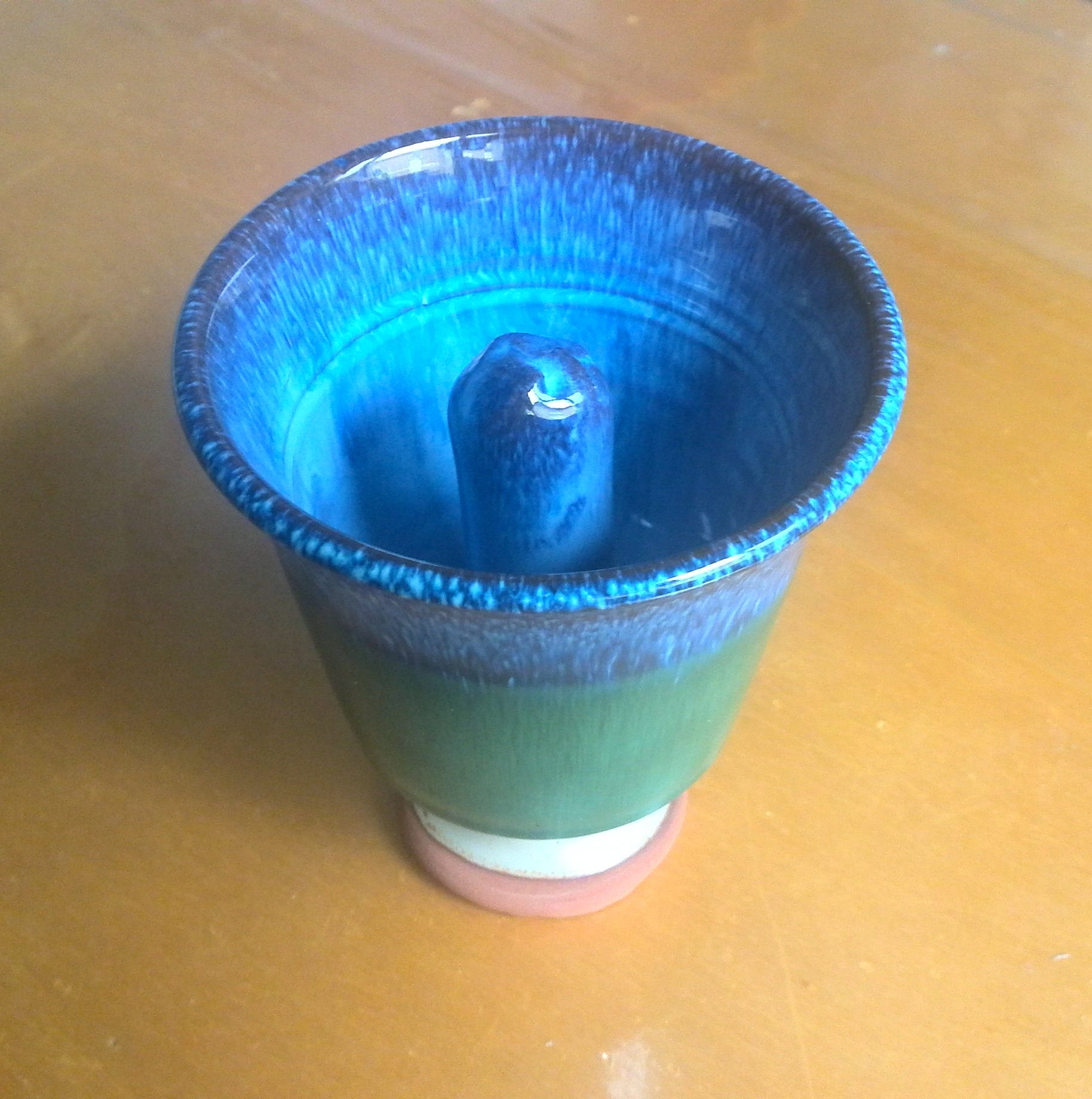
كأس فيثاغورس.
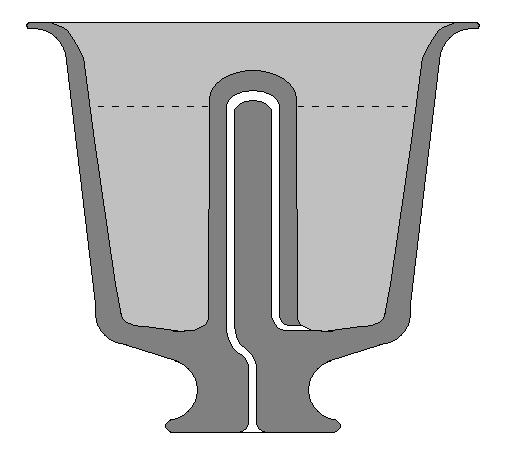
رسم توضيحي لقطاع طولي في كأس فيثاغورس.
قطاع طولي في مراحل كأس فيثاغورس.

## أفكار أخرى من الكوؤس

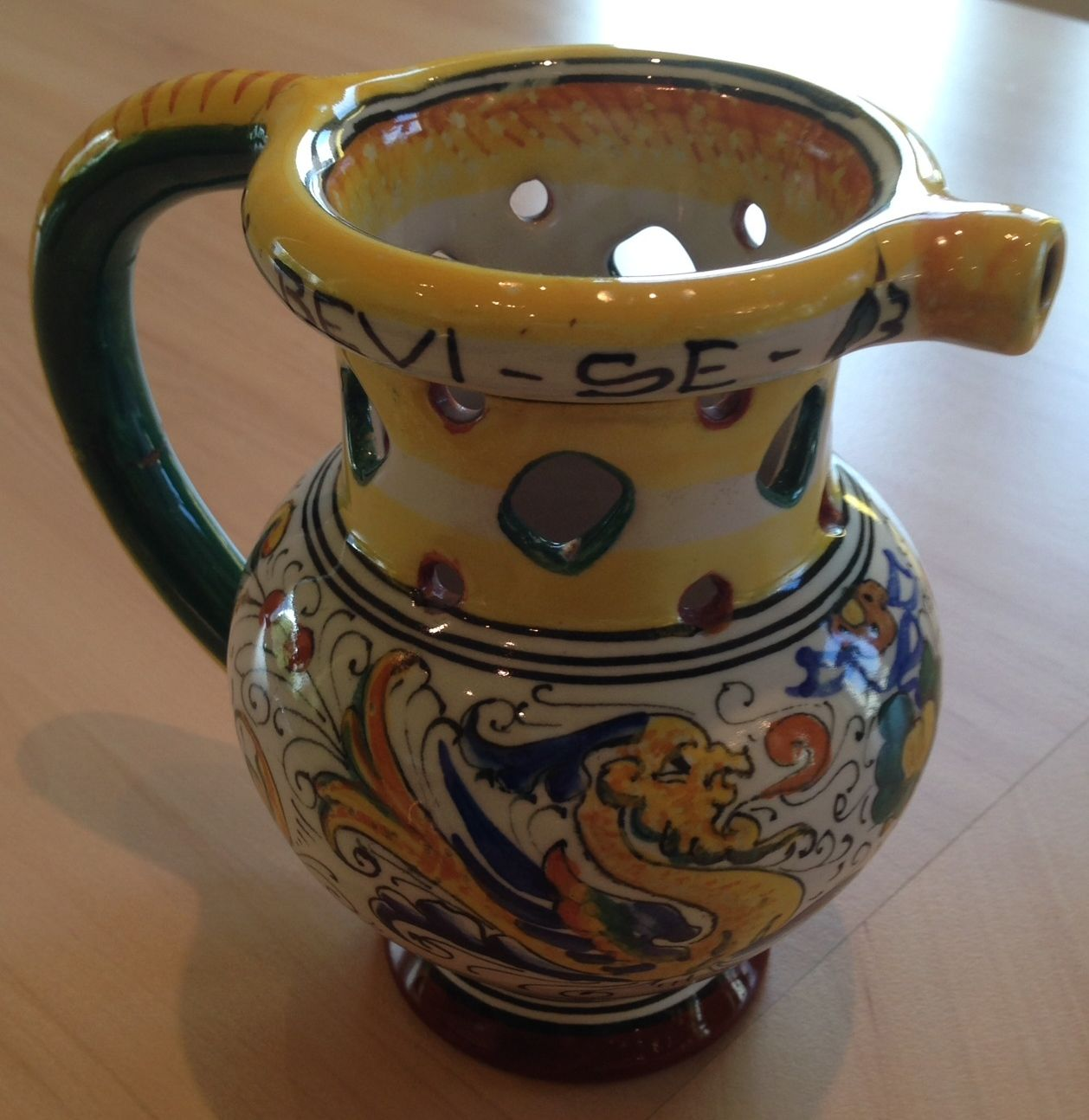
إبريق الحيرة (Puzzle jug).
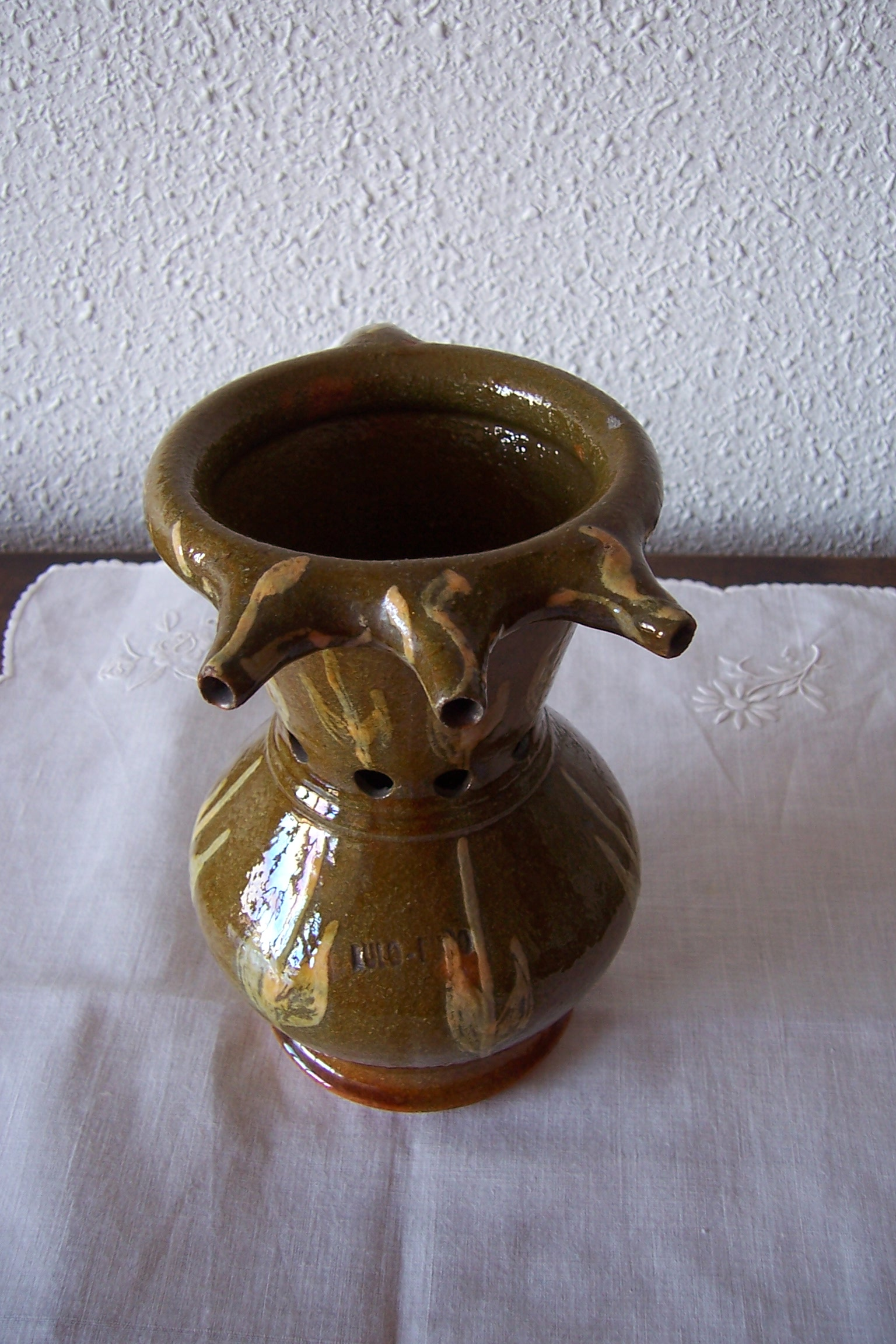
إبريق الحيرة (Puzzle jug).
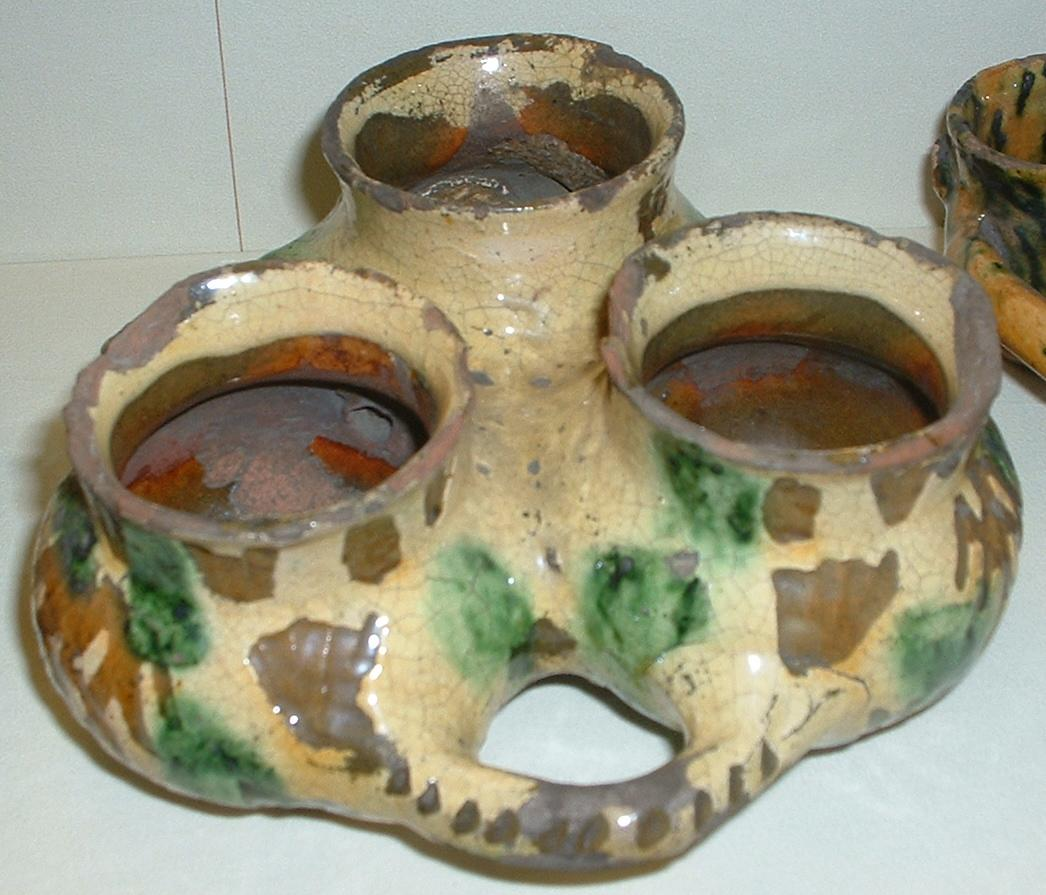
أكواب الثمل (Fuddling cups).
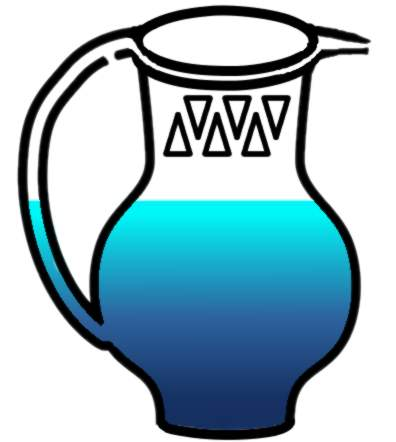
إناء الخدعة (Trick Container). يمكن استخدامه إذا تم سد مسار الماء في يد الإبريق بإصبع واحد.